# Alessandro Bonvicino
Alessandro Bonvicino, dit Il Moretto da Brescia ou, plus communément, Moretto  (né en 1498 à Brescia, en Lombardie - mort le 22 décembre 1554) est un peintre de Brescia de la période de la Haute Renaissance.

## Biographie
Alessandro Bonvicino est né dans une famille d'artistes modestes : son père Pietro, fils de Moretto, et son oncle paternel Alessandro étaient tous deux peintres. La famille était originaire d'Ardesio, dans la province de Bergame, et s'est installée à Brescia au début du XVe siècle.
Sa formation se déroule à Brescia, suivant l'exemple de Vincenzo Foppa, mais s'ouvrant aux nouvelles influences vénitiennes, représentées par Lorenzo Lotto et Titien.
En 1521, avec Il Romanino, il travaille à la décoration de la chapelle du Saint-Sacrement de Saint-Jean-Évangéliste à Brescia. Laissée inachevée, cette œuvre sera complétée par deux peintres dans la première moitié des années 1540.
Ses travaux personnels datent de 1524 à 1554 et témoignent de l'influence de Giorgione et de l'école vénitienne. Avec Savoldo et Il Romanino, ces trois peintres forment à Brescia, une école homogène.
Il était surtout connu pour ses œuvres religieuses, exécutées pour des commanditaires associés à la Contre-Réforme. Elles sont remarquables par la clarté de leur contenu doctrinal, mais aussi par le réalisme de décors quotidiens et du rendu minutieux des textures.
Dans ses portraits de la noblesse de province, tel que celui du comte Cesaresco, à la National Gallery de Londres, il met en évidence le jeu constant entre aspiration à la gloire et médiocrité quotidienne.
Il Moretto a été le maître du portraitiste Giovanni Battista Moroni.

## Œuvres
- Retable Rovelli huile sur toile (242 × 192 cm) (1539), Pinacothèque Tosio Martinengo, Brescia.
- Pietà, National Gallery of Art, Washington.
- Figure de moine saint, Museum of Fine Arts, Budapest.
- Portrait d'un gentilhomme, 1526, huile sur toile, 201 × 92 cm, National Gallery, Londres.
- Sainte Justine et un dévôt, v. 1530, panneau de peuplier, 200 × 139 cm, Kunsthistorisches Museum, Vienne.
- Portrait du comte Fortunato Martinengo Cesaresco (?), 1540-1542, huile sur toile, 114 × 94 cm, National Gallery, Londres.
- Le Comte Sciarra Martinengo Cesaresco, MET.
- Tullia d'Aragon, courtisane,
- Vierge à l'Enfant avec le jeune saint Jean
- La Visitation, Musée du Louvre, Paris.
- Le Repas chez Simon, S. Maria della Visitazione, Venise.
- La Vierge glorifiée entourée de saints, huile sur toile, 255 × 185 cm, Pinacothèque de Brera, Milan[5]
- Gallerie dell'Accademia de Venise trois œuvres sont exposées

La Vierge du carmel, huile sur toile, 271 × 199 cm ;
Saint Jean Baptiste, huile sur toile, 115 × 51 cm ;
Saint Pierre, huile sur toile, 115 × 51 cm.

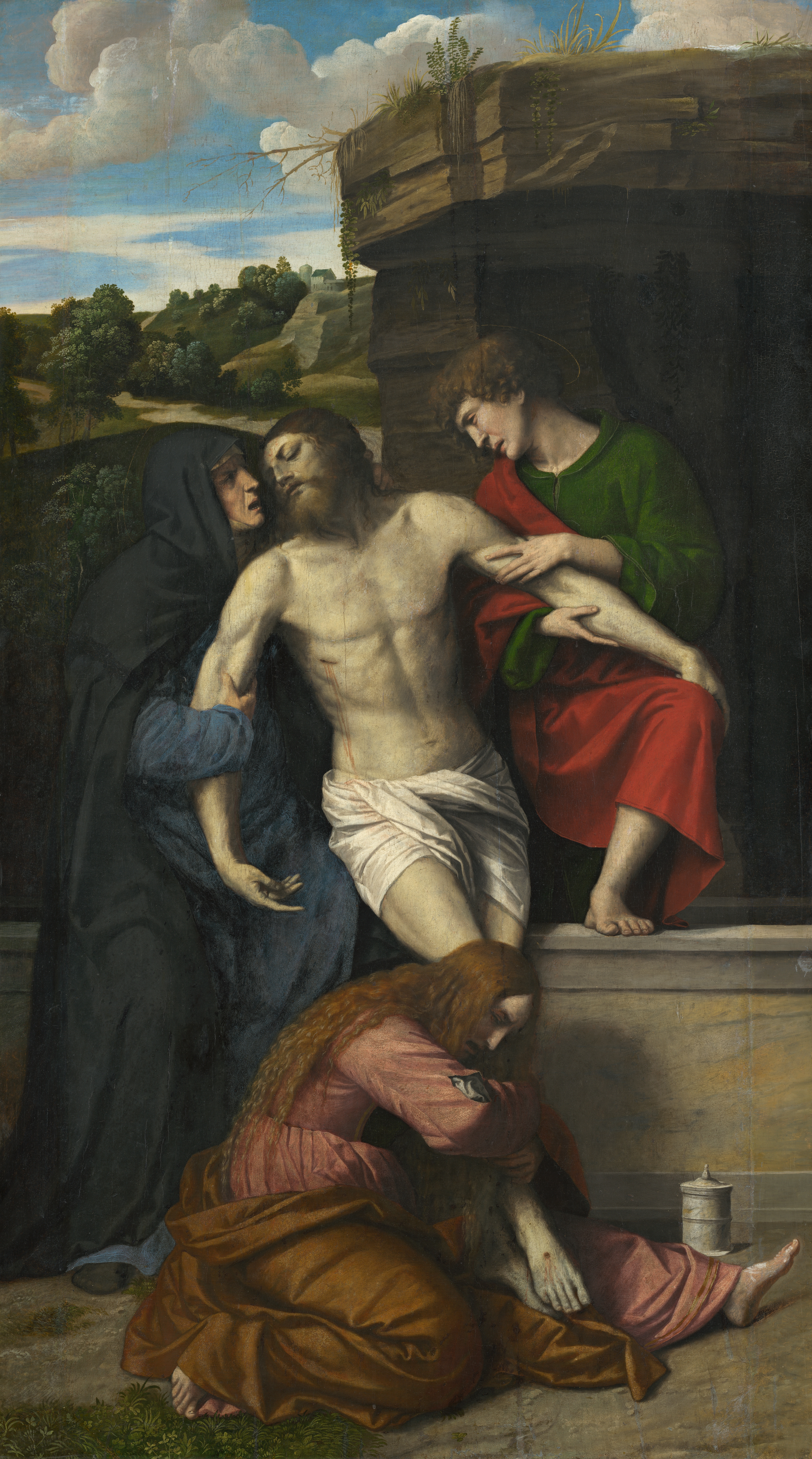
Pietà National Gallery of Art, Washington.
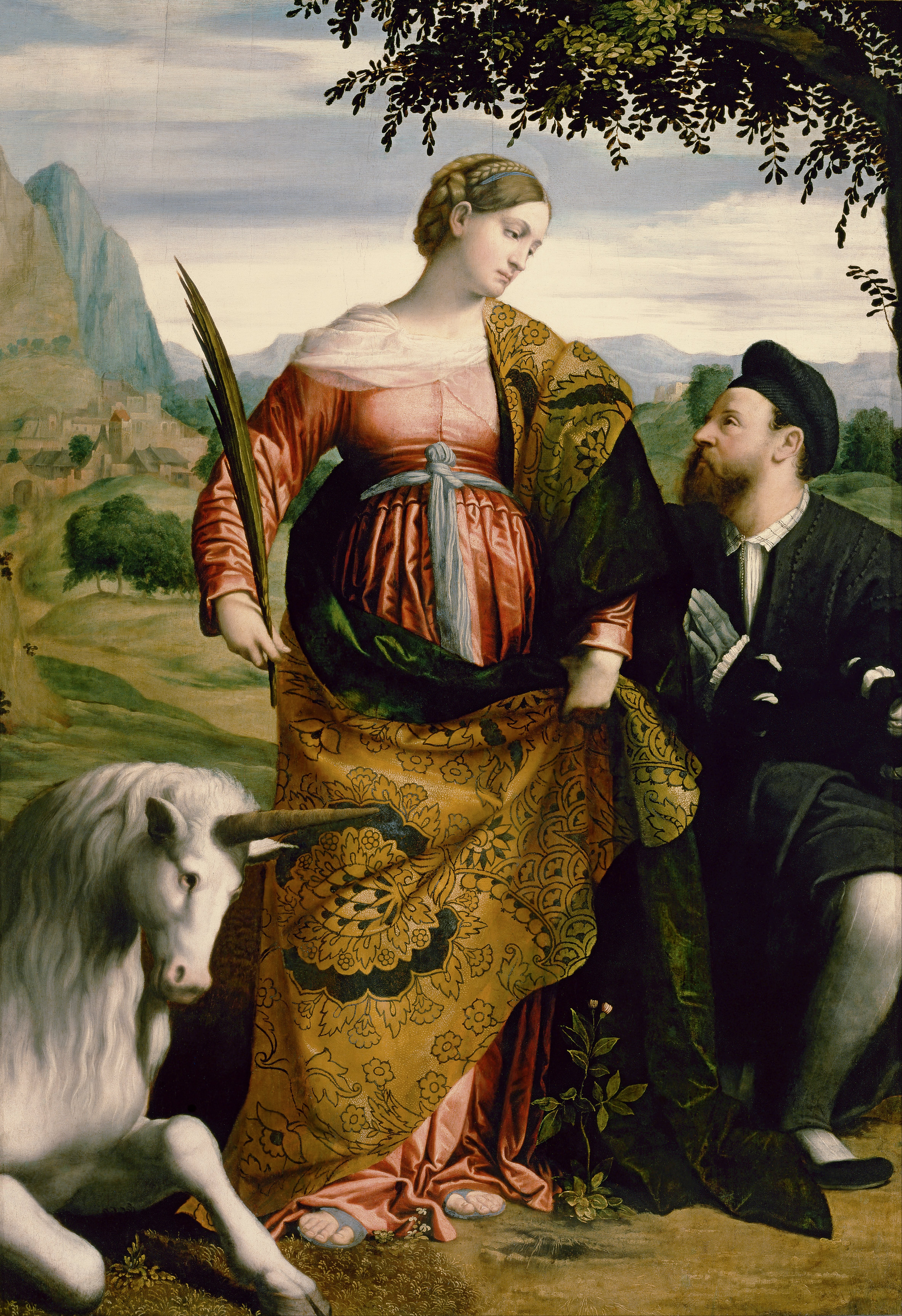
Ste Justine et un dévot v. 1530, Naples.
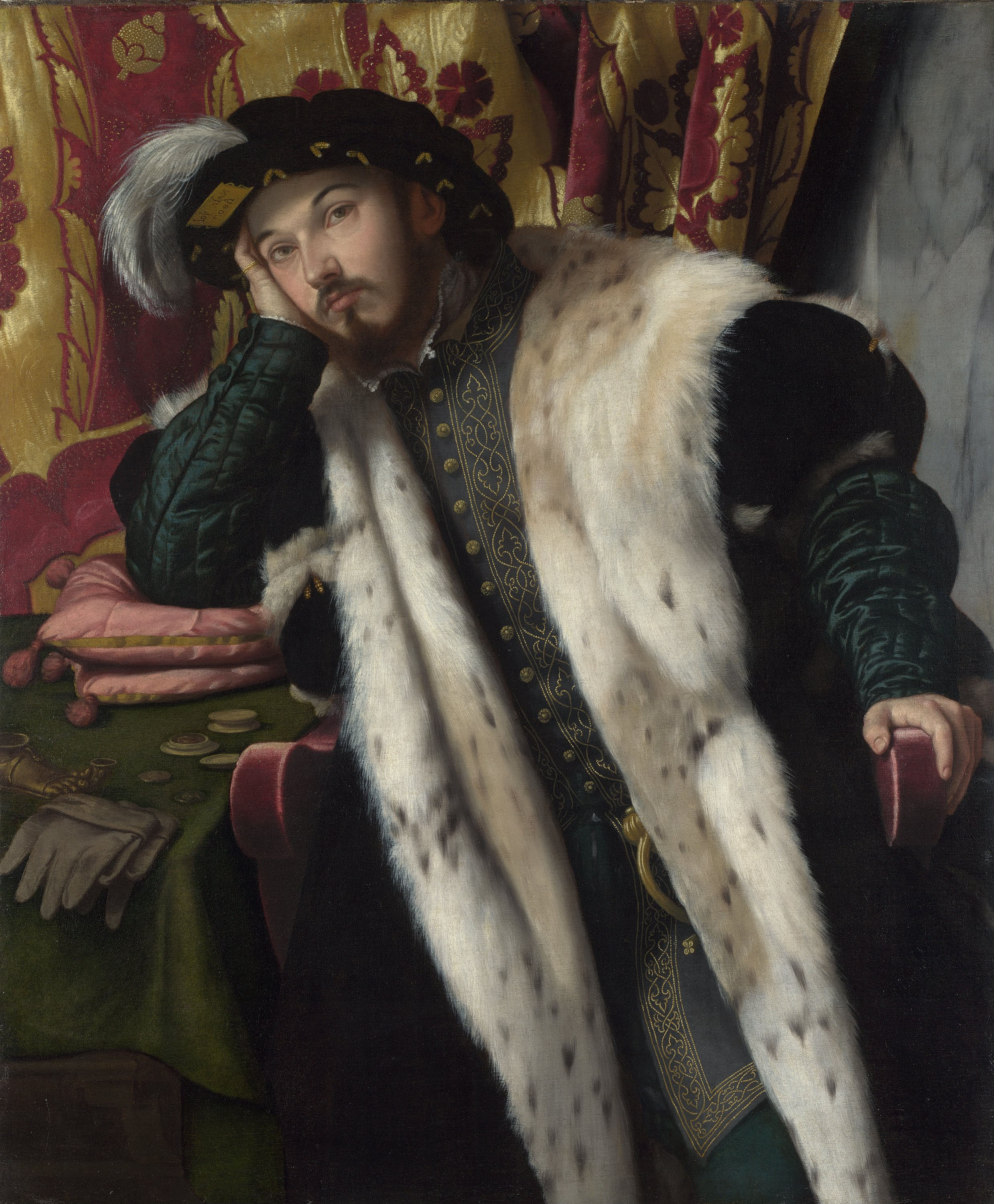
Le Comte de Cesaresco 1540-1542, Londres.
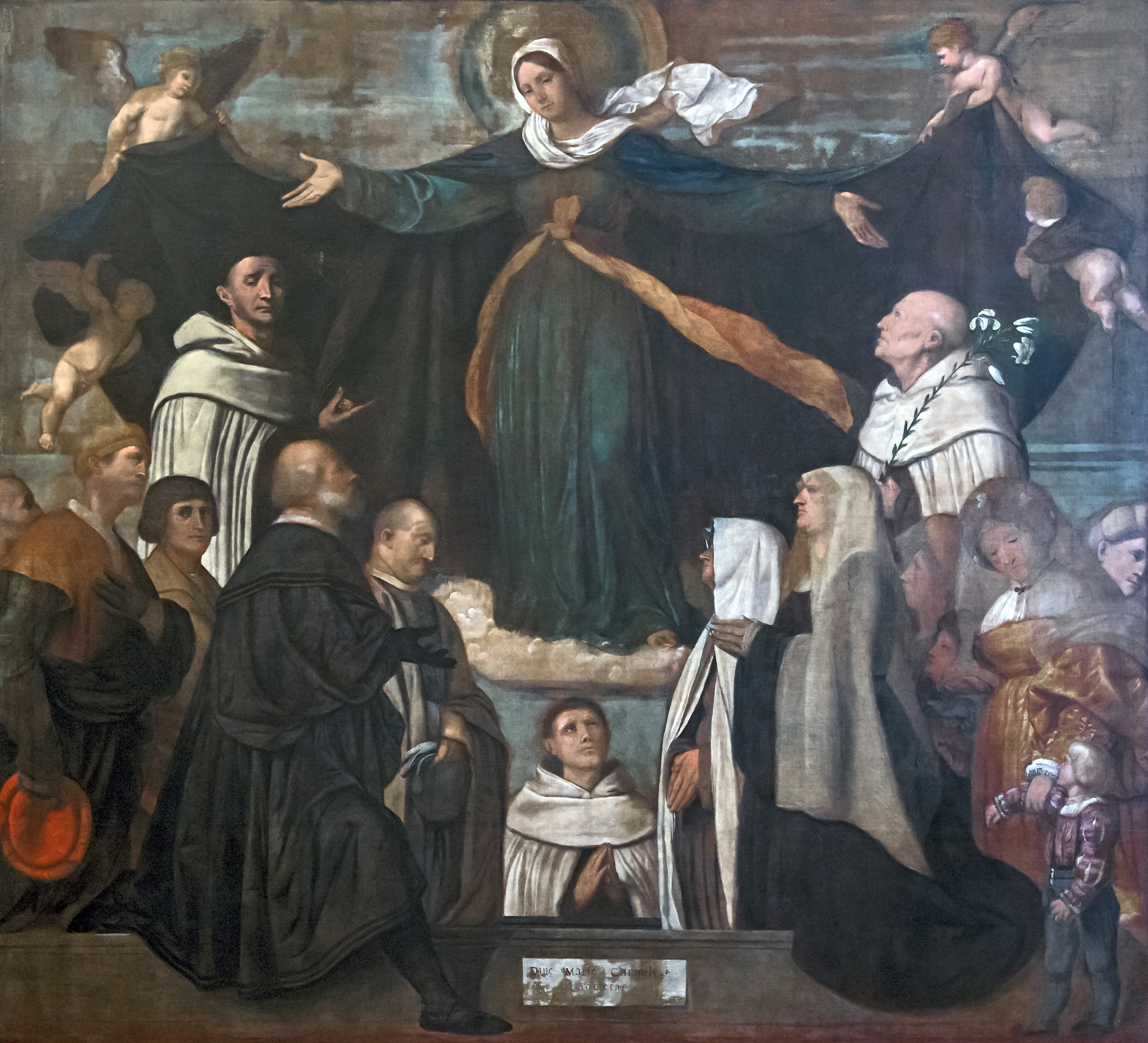
La Vierge du carmel.
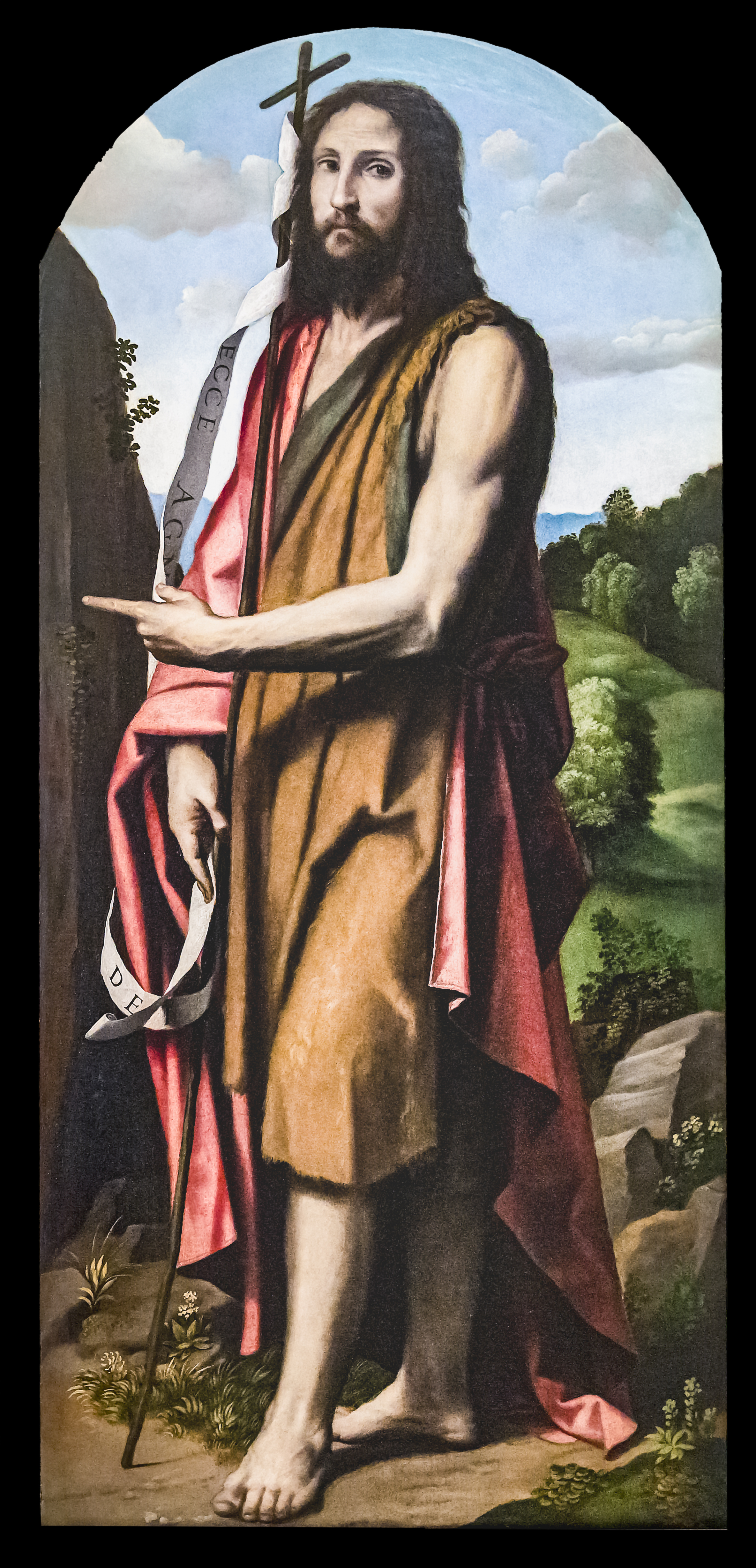
Saint Jean-Baptiste.
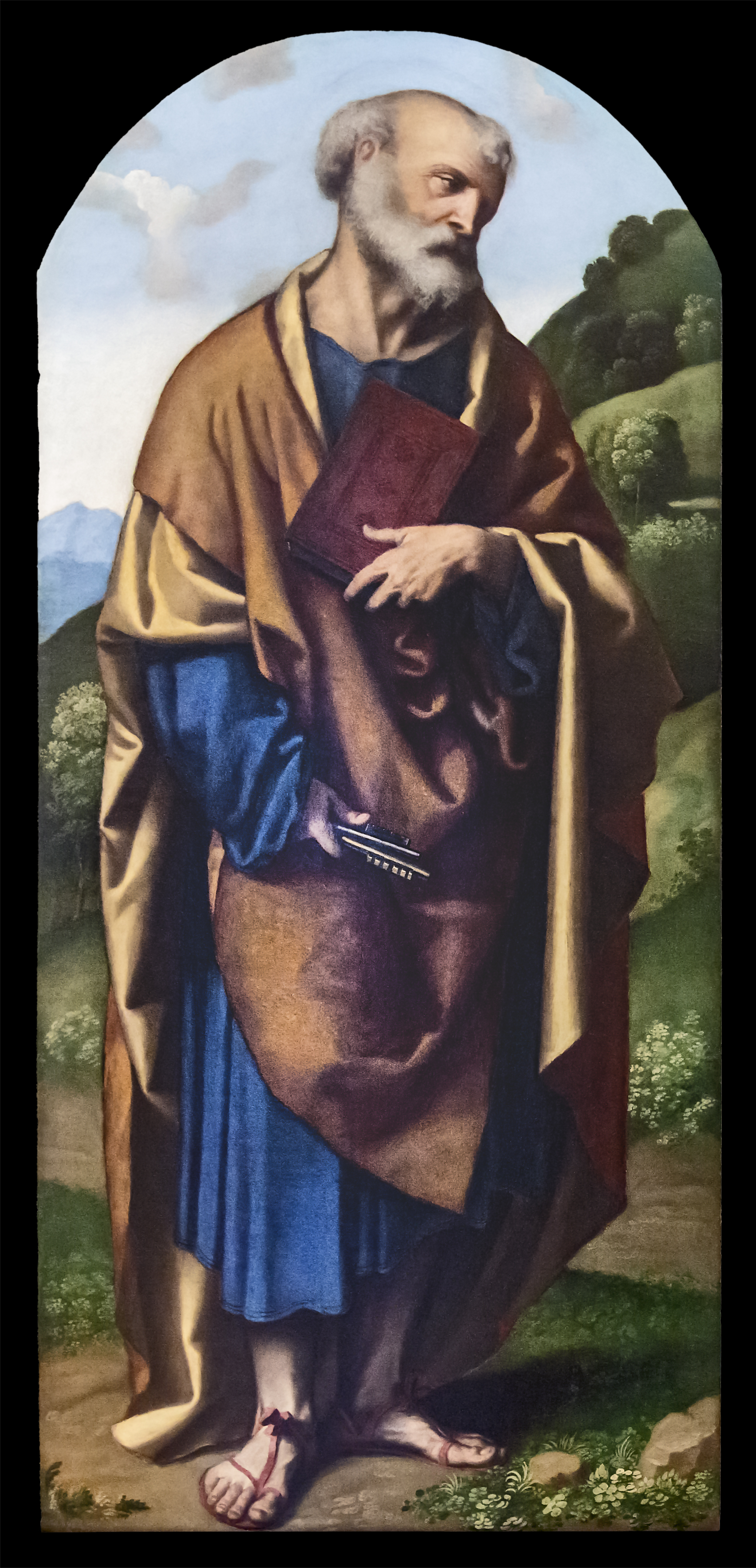
Saint Pierre.

## Hommages
- (6943) Moretto, astéroïde.